# 末端水酸基ポリブタジエン
末端水酸基ポリブタジエン (Hydroxyl-terminated polybutadiene、 HTPB) は末端がヒドロキシ基で修飾されたブタジエンオリゴマーであり、イソシアネートと重合させてポリウレタン樹脂を得るのに用いられる。
HTPB はワックス紙のような色とコーンシロップのような粘度の半透明液体である。HTPB は純粋な化合物ではなく混合物であり、用途に合わせて調製されるため、その特性には幅がある。 代表的なものには R-45HTLO がある。これは 40-50 個のブタジエン分子が結合したもので、炭素鎖の末端はヒドロキシル基で修飾されている。
R-45HTLO の官能性は 2.4-2.6 で、これはおおよそモノマー 2 つごとに 1 つ余分なヒドロキシ基があることを意味する。これにより、横方向に結合して強固な硬化物を生成する。通常はジイソシアネートまたはポリイソシアネートとの付加反応により硬化させる。

## 用途
HTPB を用いたポリウレタンは、高い可塑性を持たせたり、逆に硬く強固にするなど、望みの物理特性を持つように調製できる。たとえば硬い断熱材パネルとしたり、耐久性のあるエラストマーとしてローラーコースターやエスカレーター、スケートボードなどのホイールやタイヤに用いられる。また、自動車サスペンションのブッシングや電気絶縁用のポッティング材、高性能接着剤、表面コーティング材やシーラント材、合成繊維（スパンデックスなど）や硬質プラスチック部品（電子製品など）にも用いられる。
HTPB は固体燃料ロケット用推進剤としても重要であり、酸化剤や他の成分と共に可塑性のある固体として成形されて燃料となる。例えば日本の M-Vロケットの第3段/第4段やインド宇宙研究機関が開発した PSLV など、衛星打ち上げロケットに使われている。 JAXA では推進剤組成を "HTPB/AP/Al=12/68/20" のように表記しており、これは質量比で HTPB および硬化剤（燃料および結合材）が 12%、過塩素酸アンモニウム（酸化剤、AP は Ammonium Perchlorate の略）が 68%、アルミニウム粉（燃料）が 20% であることを示す。
同様の推進剤が APCP（過塩素酸アンモニウムコンポジット推進薬）と呼ばれてより大型のロケットでも利用されている。 APCP では小型ロケットモーターの推進剤として用いると火薬と比べて2-3倍の比推力が得られる。
HTPB を固×液のハイブリッドロケットの固体側（被酸化側。燃料）とする構成もある。液体側（酸化剤）としては、亜酸化窒素（笑気とも呼ばれる）を用いたものがSpaceDev社が開発したスペースシップツーなどで、地上での最高速度記録を目指して開発中の Bloodhound SSC やシエラ・ネヴァダ社が開発中の有人宇宙船ドリームチェイサーなどでは高濃度過酸化水素を用いている。